# Pere Esteve i Abad
Pere Esteve i Abad (Tiana, 26 de desembre de 1942 - 10 de juny de 2005) fou un polític català, diputat al Parlament de Catalunya i al Parlament Europeu.

## Biografia
Enginyer industrial de professió, la seva trajectòria política s'inicià a la seva vila natal, on va militar des dels anys 60 en grups juvenils cristians i en l'associació Amics de Tiana. L'any 1976 es va afiliar a Convergència Democràtica de Catalunya (CDC), essent elegit regidor en les primeres eleccions democràtiques posteriors a la dictadura. Des del 1984 fou, successivament, membre del Consell Nacional i del Secretariat de CDC, així com del Comité d'Enllaç de Convergència i Unió (CiU).
Diputat del Parlament de Catalunya (1992-1995), va presidir la Comissió d'Indústria, Energia, Comerç i Turisme. L'any 1996 va substituir Miquel Roca com a secretari general de CDC, i actuà des d'aquest càrrec com impulsor de la Declaració de Barcelona, signada el 1998 per CiU, PNB i BNG, per defensar la plurinacionalitat de l'Estat espanyol.
El 1999 fou elegit eurodiputat per la llista conjunta de CiU, BNV i PSM-EN, càrrec que va mantenir fins al 2002. Durant aquest període (XI Congrés de CDC de l'any 2000) va abandonar el càrrec de secretari general -així com el partit- pel seu desacord amb la política de pactes amb el Partit Popular, i va fundar l'Associació Catalunya 2003, que es va integrar a la candidatura d'Esquerra Republicana de Catalunya a les eleccions al Parlament de Catalunya de 2003.
El desembre d'aquell mateix any fou nomenat conseller de Comerç, Turisme i Consum pel President de la Generalitat de Catalunya, Pasqual Maragall, càrrec que va desenvolupar fins al mes d'octubre de 2004, quan va deixar la política activa per motius de salut.
Des de l'octubre de 2004, fins a la seva mort per càncer de pulmó el juny de 2005, fou comissionat del Govern per l'Euroregió Pirineus-Mediterrània.